# Finał Grand Prix w łyżwiarstwie figurowym 2016/2017
Finał Grand Prix w łyżwiarstwie figurowym 2016/2017 – siódme, a zarazem ostatnie w kolejności zawody łyżwiarstwa figurowego z cyklu Grand Prix 2016/2017 do których zakwalifikowało się 6 najlepszych zawodników/par, które zgromadziły najwięcej punktów w sześciu poprzednich zawodach GP. Zawody odbywały się równolegle z Finałem Junior Grand Prix w łyżwiarstwie figurowym 2016/2017, czyli ósmymi zawodami podsumowującymi cykl Junior Grand Prix 2016/2017. Zawody rozgrywano od 8 do 11 grudnia 2016 roku w hali Palais Omnisports Marseille Grand Est w Marsylii.
Wśród solistów triumfował reprezentant Japonii Yuzuru Hanyū, który obronił wywalczony przed rokiem tytuł. W konkurencji solistek zwyciężyła Rosjanka Jewgienija Miedwiediewa, która również obroniła tytuł sprzed roku. W konkurencji par sportowych złoty medal zdobyli Rosjanie Jewgienija Tarasowa i Władimir Morozow. W rywalizacji par tanecznych zwyciężyła para kanadyjska Tessa Virtue i Scott Moir, która wznowiła karierę po dwóch sezonach przerwy i zdobyła swój pierwszy złoty medal finału Grand Prix (wcześniej zdobywali pięciokrotnie srebro).
W kategorii juniorów wśród solistów zwycięstwo odniósł Rosjanin Dmitrij Alijew, zaś w konkurencji solistek jego rodaczka Alina Zagitowa. W parach sportowych w kategorii juniorów triumfowali Rosjanie Anastasija Miszyna i Władisław Mirzojew. Z kolei w juniorskich parach tanecznych złoty medal zdobyło amerykańskie rodzeństwo Rachel Parsons i Michael Parsons.

## Wyniki

### Kategoria seniorów

#### Soliści (S)

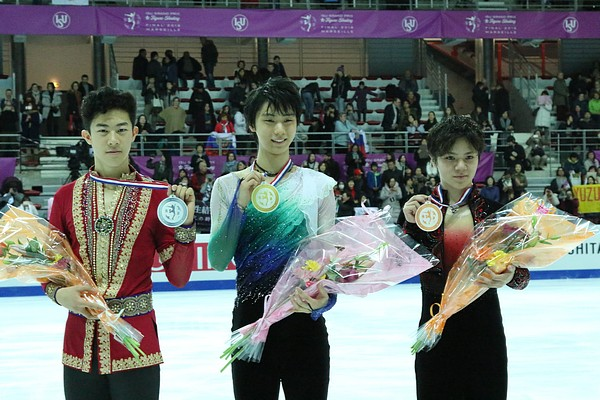
Medaliści w konkurencji solistów, od lewej: Chen (USA), Hanyū (JPN), Uno (JPN)

| Poz. | Zawodnik         | Nota łączna | SP | SP     | FS | FS     |
| ---- | ---------------- | ----------- | -- | ------ | -- | ------ |
| 1    | Yuzuru Hanyū     | 293,90      | 1  | 106,53 | 3  | 187,35 |
| 2    | Nathan Chen      | 282,85      | 5  | 85,30  | 1  | 197,55 |
| 3    | Shōma Uno        | 282,51      | 4  | 86,82  | 2  | 195,69 |
| 4    | Javier Fernández | 268,77      | 3  | 91,76  | 4  | 177,01 |
| 5    | Patrick Chan     | 266,75      | 2  | 99,76  | 5  | 166,99 |
| 6    | Adam Rippon      | 233,10      | 6  | 83,93  | 6  | 149,17 |

#### Solistki  (S)

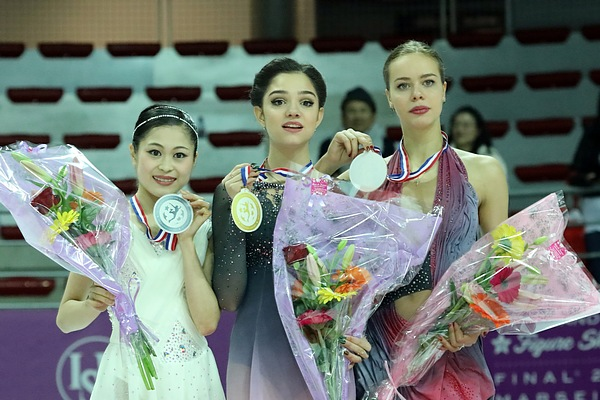
Medalistki w konkurencji solistek, od lewej: Miyahara (JPN), Miedwiediewa (RUS), Pogoriła (RUS)

| Poz. | Zawodniczka             | Nota łączna | SP | SP    | FS | FS     |
| ---- | ----------------------- | ----------- | -- | ----- | -- | ------ |
| 1    | Jewgienija Miedwiediewa | 227,66      | 1  | 79,21 | 1  | 148,45 |
| 2    | Satoko Miyahara         | 218,33      | 3  | 74,64 | 2  | 143,69 |
| 3    | Anna Pogoriła           | 216,47      | 4  | 73,29 | 3  | 143,18 |
| 4    | Kaetlyn Osmond          | 212,45      | 2  | 75,54 | 4  | 136,91 |
| 5    | Marija Sotskowa         | 198,79      | 6  | 65,74 | 5  | 133,05 |
| 6    | Jelena Radionowa        | 188,81      | 5  | 68,98 | 6  | 119,83 |

#### Pary sportowe (S)
| Poz. | Zawodnicy                              | Nota łączna | SP | SP    | FS | FS     |
| ---- | -------------------------------------- | ----------- | -- | ----- | -- | ------ |
| 1    | Jewgienija Tarasowa / Władimir Morozow | 213,85      | 1  | 78,60 | 1  | 135,25 |
| 2    | Yu Xiaoyu / Zhang Hao                  | 206,71      | 2  | 75,34 | 3  | 131,37 |
| 3    | Meagan Duhamel / Eric Radford          | 205,99      | 3  | 71,44 | 2  | 134,55 |
| 4    | Natalja Zabijako / Aleksandr Enbiert   | 188,32      | 5  | 65,79 | 5  | 122,53 |
| 5    | Julianne Séguin / Charlie Bilodeau     | 186,85      | 6  | 60,86 | 4  | 125,99 |
| 6    | Peng Cheng / Jin Yang                  | 183,19      | 4  | 70,84 | 6  | 112,35 |

#### Pary taneczne (S)

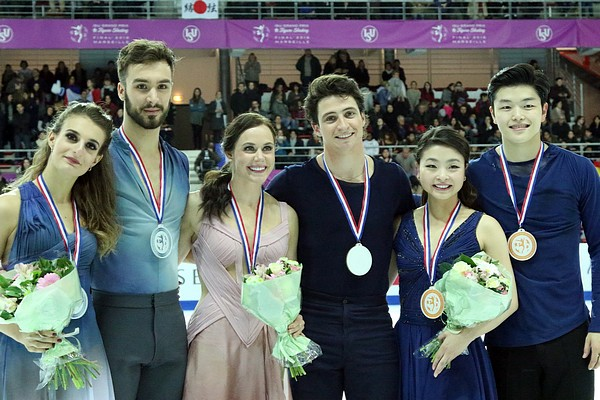
Medaliści w parach tanecznych, od lewej: Papadakis / Cizeron (FRA), Virtue / Moir (CAN), Shibutani / Shibutani (USA)

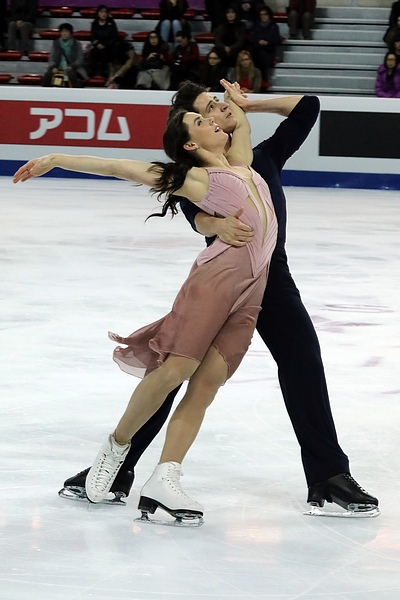
Taniec dowolny Virtue / Moir (CAN)

| Poz. | Zawodnicy                               | Nota łączna | SD | SD    | FD | FD     |
| ---- | --------------------------------------- | ----------- | -- | ----- | -- | ------ |
| 1    | Tessa Virtue / Scott Moir               | 197,22      | 1  | 80,50 | 1  | 116,72 |
| 2    | Gabriella Papadakis / Guillaume Cizeron | 192,81      | 3  | 77,86 | 2  | 114,95 |
| 3    | Maia Shibutani / Alex Shibutani         | 189,60      | 2  | 77,97 | 3  | 111,63 |
| 4    | Jekatierina Bobrowa / Dmitrij Sołowjow  | 181,95      | 4  | 74,04 | 5  | 107,91 |
| 5    | Madison Hubbell / Zachary Donohue       | 179,59      | 5  | 72,47 | 6  | 107,12 |
| 6    | Madison Chock / Evan Bates              | 179,32      | 6  | 70,87 | 4  | 108,45 |

### Kategoria juniorów

#### Soliści (J)
| Poz. | Zawodnik          | Nota łączna | SP | SP    | FS | FS     |
| ---- | ----------------- | ----------- | -- | ----- | -- | ------ |
| 1    | Dmitrij Alijew    | 240,07      | 1  | 81,37 | 1  | 158,70 |
| 2    | Aleksandr Samarin | 236,52      | 2  | 81,08 | 2  | 155,44 |
| 3    | Cha Jun-hwan      | 225,55      | 4  | 71,85 | 3  | 153,70 |
| 4    | Roman Sawosin     | 212,39      | 3  | 72,98 | 4  | 139,41 |
| 5    | Alexei Krasnozhon | 208,85      | 5  | 71,48 | 6  | 137,37 |
| 6    | Ilja Skirda       | 207,11      | 6  | 68,31 | 5  | 138,80 |

#### Solistki (J)

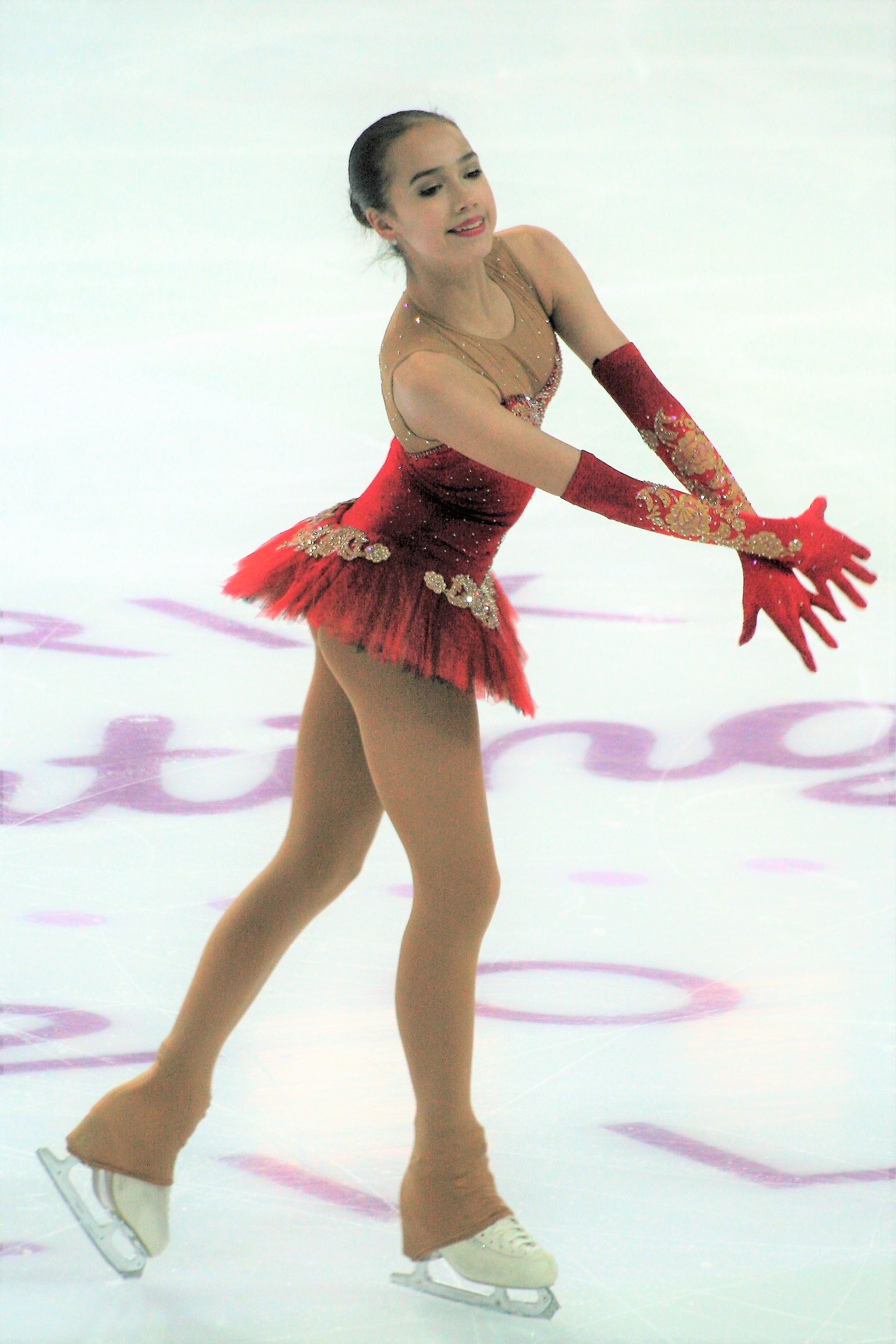
Zwyciężczyni wśród solistek juniorek Alina Zagitowa (RUS)

| Poz. | Zawodniczka            | Nota łączna | SP  | SP    | FS  | FS     |
| ---- | ---------------------- | ----------- | --- | ----- | --- | ------ |
| 1    | Alina Zagitowa         | 207,43      | 1   | 70,92 | 1   | 136,51 |
| 2    | Anastasija Gubanowa    | 194,07      | 3   | 60,38 | 2   | 133,77 |
| 3    | Kaori Sakamoto         | 176,33      | 2   | 64,48 | 4   | 111,85 |
| 4    | Rika Kihira            | 175,16      | 5   | 54,78 | 3   | 120,38 |
| 5    | Jelizawieta Nugumanowa | 170,08      | 4   | 58,34 | 5   | 111,74 |
| WD   | Marin Honda            | DNS         | DNS | DNS   | DNS | DNS    |

#### Pary sportowe (J)
| Poz. | Zawodnicy                                   | Nota łączna | SP | SP    | FS | FS     |
| ---- | ------------------------------------------- | ----------- | -- | ----- | -- | ------ |
| 1    | Anastasija Miszyna / Władisław Mirzojew     | 180,63      | 1  | 64,73 | 1  | 115,90 |
| 2    | Anna Dušková / Martin Bidař                 | 167,76      | 2  | 61,38 | 2  | 106,38 |
| 3    | Aleksandra Bojkowa / Dmitrij Kozłowskij     | 159,72      | 4  | 58,75 | 3  | 100,97 |
| 4    | Alina Ustimkina / Nikita Wołodin            | 158,14      | 3  | 59,05 | 4  | 99,09  |
| 5    | Jekatierina Aleksandrowska / Harley Windsor | 141,36      | 5  | 57,08 | 5  | 84,28  |
| 6    | Amina Atachanowa / Ilja Spiridonow          | 139,50      | 6  | 56,78 | 6  | 82,72  |

#### Pary taneczne (J)
| Poz. | Zawodnicy                                | Nota łączna | SD | SD    | FD | FD    |
| ---- | ---------------------------------------- | ----------- | -- | ----- | -- | ----- |
| 1    | Rachel Parsons / Michael Parsons         | 162,50      | 2  | 66,91 | 1  | 95,59 |
| 2    | Ałła Łoboda / Pawieł Drozd               | 161,87      | 1  | 67,58 | 2  | 94,29 |
| 3    | Lorraine McNamara / Quinn Carpenter      | 153,47      | 3  | 63,73 | 3  | 89,74 |
| 4    | Christina Carreira / Anthony Ponomarenko | 149,98      | 4  | 61,39 | 4  | 88,59 |
| 5    | Angélique Abachkina / Louis Thauron      | 146,12      | 5  | 60,08 | 5  | 86,04 |
| 6    | Anastasija Szpilewaja / Grigorij Smirnow | 140,64      | 6  | 59,29 | 6  | 81,35 |